# Tancredi di Conversano
Tancredi di Conversano (1075 circa – 1135 circa) fu uno dei baroni normanni, ultimo signore di Brindisi, l'ultimo dei figli maschi di Goffredo, conte di Conversano e di Sichelgaita.

## Biografia
Alla morte di Goffredo di Conversano (1100), la moglie Sichelgaita divenne signora (dominatrix) di Brindisi e forse solo dal 1107 il loro figlio Tancredi fu associato nel titolo.
Nel 1112 Tancredi fu chiamato da Costanza, vedova di Boemondo d'Altavilla, per difendere i suoi territori: ne ricevette un quartiere di Bari, ma la cosa provocò un'insurrezione della cittadinanza che prese in ostaggio la madre Sichelgaita. L'intervento dei fratelli di Tancredi, Roberto, conte di Conversano, e Alessandro, conte di Matera risolse la situazione.
Nel 1127, insieme al fratello Alessandro e ad altri baroni pugliesi, entrò in conflitto col conte di Sicilia, Ruggero II, che alla morte di Guglielmo II, ultimo duca di Puglia, cercava di mettere in atto il progetto di unificare i domini siciliani con quelli continentali pugliesi e di creare un regno. Nel 1128 la città di Brindisi fu assediata dalle truppe del re, più volte presa e poi liberata.
Finalmente nel 1132 Tancredi si sottomise al re Ruggero II che gli impose condizioni durissime: il re infatti lo obbligò a cedergli la città di Brindisi e ogni altro suo possedimento per la simbolica somma di 20 schifati e a lasciare i territori del Regno per recarsi a Gerusalemme.
Ma nel 1133 Tancredi anziché partire per la Terra santa, mise in atto un ennesimo tentativo di ribellione contro Ruggero II che nel luglio dell'anno precedente aveva subito una disastrosa sconfitta nella battaglia di Nocera: col sostegno del fratello Alessandro e di altri baroni ribelli, con un colpo di mano sottrasse al sovrano le città di Montepeloso e Acerenza). Ma il re, ripreso il controllo della situazione e al comando di truppe saracene a lui fedeli, riuscì ad espugnare la città di Montepeloso dove il ribelle si era rifugiato e lo catturò. Tancredi fu condotto prigioniero in Sicilia, dove morì.
La fine del dominio della famiglia dei "da Conversano" su Brindisi e il passaggio della importante città portuale al demanio regio fu sancito dall'arrivo del catapano Umbro, funzionario regio attestato dal 1135.

### Fonti antiche
- Alessandro di Telese, Ystoria Rogerii regis Sicilie Calabrie atque Apulie
- Falcone Beneventano, Chronicon Beneventanum